# 토르비에른 야글란

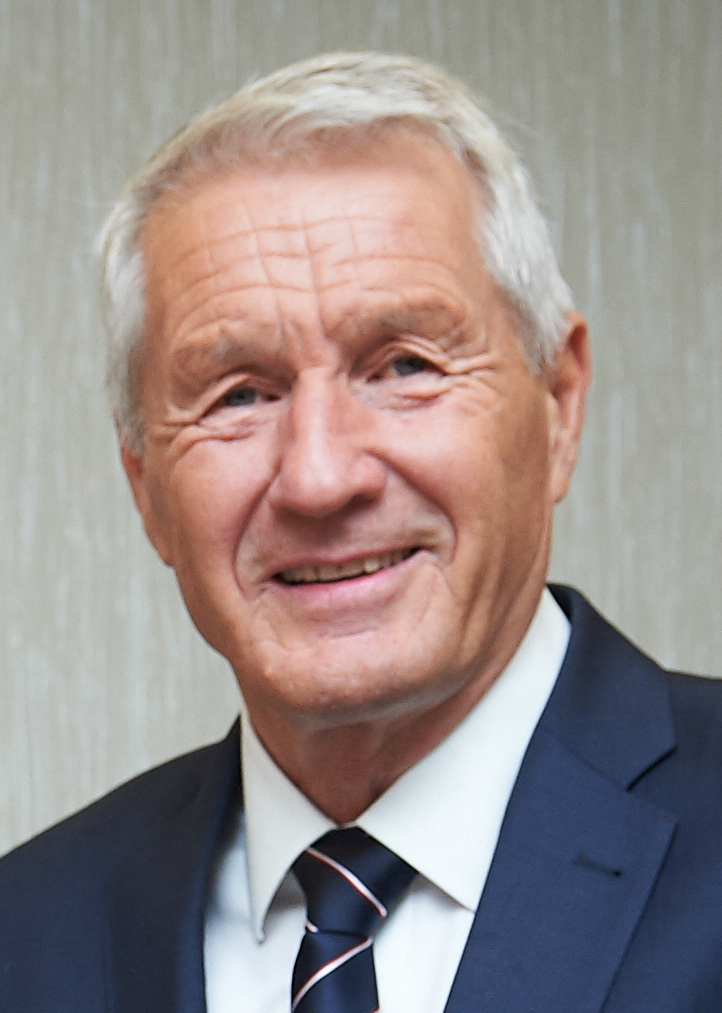
토르비에른 야글란

토르비에른 야글란(노르웨이어: Thorbjørn Jagland, 본명: 토르비에른 요한센(Thorbjørn Johansen), 1950년 11월 5일 ~ )은 노르웨이의 정치인이다. 소속 정당은 노동당이다.

## 생애
오슬로 대학교 경제학과에 입학했지만 중퇴했으며 1977년부터 1981년까지 노동자 청년 동맹에서 활동했다. 1986년부터 1992년까지 노동당 서기를 역임했고 1992년부터 2002년까지 노동당 대표를 역임했다.
1996년 10월 25일부터 1997년 10월 17일까지 노르웨이의 총리를 역임했으며 2000년 3월 17일부터 2001년 10월 19일까지 노르웨이 외무부 장관을 역임했다. 2001년에 실시된 총선거 이후에 노동당이 저조한 지지율을 기록하면서 노동당 대표 자리에서 물러나게 된다.
2005년 10월 10일부터 2009년 10월 1일까지 노르웨이 의회 의장을 역임했고 2009년 1월 1일부터 2015년 3월 3일까지 노르웨이 노벨 위원회 위원장을 역임했다. 2009년 10월 1일에는 유럽 평의회 사무총장으로 취임했다.